# Formica approximans
Formica approximans är en myrart som beskrevs av Wheeler 1933. Formica approximans ingår i släktet Formica och familjen myror. Inga underarter finns listade i Catalogue of Life.